# 트립어드바이저
트립어드바이저(TripAdvisor, Inc.)는 호텔 등 여행에 관한 가격 비교를 중심으로 하는 웹 사이트이다.

## 같이 보기
- 별장
- 민박